# زمین‌لرزه ۱۳۳۶ فارسینج
زمین‌لرزه فارسینج سنقر وکلیایی در تاریخ ۱۳ دسامبر ۱۹۵۷ میلادی، برابر با ‎۲۲ آذر ۱۳۳۶، ساعت ۱:۴۵:۰۶ به زمان یوتی‌سی در غرب ایران و استان کرمانشاه رخ داد. ژرفای این زلزله ۳۵ کیلومتر بود. بزرگی آن ۶٫۸ در مقیاس Ms اعلام شده‌است. زمین‌لرزه به وقت محلی در روز جمعه، ساعت ۴٫۵ روی داده و منطقه زمانی آن یوتی‌سی +۳٫۵ بوده‌است.
سازمان زمین‌شناسی آمریکا نیز جای این زمین‌لرزه را در مختصات ۳۴°۱۸′شمالی ۴۷°۴۸′شرقی / ۳۴٫۳°شمالی ۴۷٫۸°شرقی و بزرگی آن را برابر با ۷٫۱ در مقیاس ریشتر اعلام کرده‌است. 
شمار کشتگان زلزله حدود ۲۰۰۰ نفر بوده‌است. تعداد زخمیان ۵۰۰۰ نفر برآورده شده‌است.